# Spiridion-Salvatore-Costantino Buhadgiar
Spiridion-Salvatore-Costantino Buhadgiar (ur. 19 listopada 1846 na Kefalinii, zm. 10 sierpnia 1891 w Santo Domingo) – grecki duchowny rzymskokatolicki, biskup, dyplomata papieski.

## Biografia
12 sierpnia 1884 papież Leon XIII mianował go wikariuszem apostolskim Tunisu oraz biskupem tytularnym ruspańskim. 31 sierpnia 1884 w Tunisie przyjął sakrę biskupią z rąk arcybiskupa algierskiego kard. Charlsa Lavigerie MAfr. Przy sakrze asystowali wikariusz apostolski Victorii-Nyanzy biskup-elekt Léon-Antoine-Augustin-Siméon Livinhac MAfr oraz wikariusz generalny Zgromadzenia Misjonarzy Afryki o. Jean-Baptiste-Frézal Charbonnier MAfr.
Wkrótce, pomiędzy 31 sierpnia a 20 listopada 1884, zrezygnował z katedry w Tunisie. 14 kwietnia 1885 papież wyznaczył go administratorem apostolskim diecezji maltańskiej, którym był do 11 lutego 1889.
28 listopada 1890 otrzymał urząd delegata apostolskiego w Santo Domingo, na Haiti i w Wenezueli. Funkcje te sprawował do śmierci 10 sierpnia 1891.